# Unternehmen Panthersprung
Unternehmen Panthersprung (Originaltitel: Flight Nurse) ist ein US-amerikanischer Kriegsfilm aus dem Jahr 1953 von Allan Dwan mit Joan Leslie und Forrest Tucker in den Hauptrollen. Der Film basiert lose auf dem Leben von Captain Lillian Kinkella Keil (1916–2005), eine der am höchsten dekorierten Frauen der US-amerikanischen Militärgeschichte.

## Handlung
Während des Koreakrieges fliegt die Air Force-Krankenschwester Lieutenant Polly Davis zu ihrem ersten Einsatz bei der Medical Air Evacuation Unit nach Japan, in der Hoffnung, in der Nähe ihres Verlobten, Captain Mike Barnes, einem Hubschrauberpiloten, zu sein. Nach der Landung wird Polly in das Schwesternquartier in Tachikawa gebracht und trifft ihre Zimmergenossen, Lieutenant Ann Phillips und Lieutenant Kit Ramsay. Als die anderen Krankenschwestern von Pollys Enttäuschung erfahren, dass Mike sie nicht am Flughafen abgeholt hat, warnen sie Polly, dass Flugkrankenschwestern nie ihre Männer bekommen. 
Bald schickt die Oberschwester Captain Ackerman Polly auf ihre verschiedenen Einsätze. Sie wird zu einer C-47 gebracht, wo sie ihren Sanitäter, Sergeant Swan, und die Piloten, Captain Bill Eaton und Captain Metcalfe, trifft. Als die Besatzung nach Korea fliegt, ist Polly schockiert über ihren ersten Anblick des Krieges, gewinnt dann aber schnell ihre Fassung zurück und tröstet die verwundeten Männer.  Bill ist von ihr beeindruckt, aber nachdem er von Mike gehört hat, philosophiert er, dass man „ein Mädchen nicht losreißen kann“ von den wagemutigen Hubschrauberpiloten, die oft verwundet oder vermisst werden und ihre Frauen unfähig machen, sich von ihren Erinnerungen zu lösen. Bill beobachtet jedoch, wie Polly in aller Ruhe einem jungen Mann das Leben rettet und beschließt, zu versuchen, sie von Mike loszulocken. 
Zurück in Japan verabredet sich Mike mit Polly und spricht über Heirat, aber ihr Date wird unterbrochen, als Mike zu einem Einsatz gerufen wird. Später, während er die Verwundeten evakuiert, erfährt Bill, dass Mikes Hubschrauber mit Verwundeten von der Front überfällig ist, und wartet so lange wie möglich auf ihn. Als eine Meldung eintrifft, der einen bevorstehenden Luftkampf ankündigt, beschließt Bill, eine Flucht zu wagen und sowohl feindlichen als auch US-Flugzeugen auszuweichen. Während des Fluges erfährt Polly von Mikes Notlage und ist wütend, dass Bill die Informationen zurückgehalten hat. Später warnt Kit Polly vor dem Leben in der Kleinstadt, doch Polly glaubt, dass sie in Mikes Heimat in Texas glücklich wäre, und macht sich Sorgen um ihn. Während ihrer Missionen ist Bill mehrmals da, um Polly bei Bombenangriffen zu trösten, und rettet ihr das Leben, als sie bei der Rettung eines verwundeten Soldaten fast getötet wird. 
Als die Marines und die Armee in Incheon landen und Seoul einnehmen, werden 50.000 Kriegsgefangene befreit. Bill weiß, dass er es mit einem toten Helden nicht aufnehmen kann, und hofft, dass Mike unter den Überlebenden ist. In einem Krankenhaus in Seoul werden mehrere freigelassene amerikanische Gefangene zu ihren Erlebnissen befragt, und ein Soldat, der grausige Geschichten erzählt, identifiziert einen gefangenen Koreaner als den Mann, der ein Mordkommando leitet. In der Zwischenzeit werden mehrere Erkennungsmarken toter Soldaten gefunden, darunter auch die von Mike. Als Polly davon erfährt, wird sie trauernd und ahnungslos beinahe von einem feindlichen Flieger, der jede Nacht Bomben abwirft, getötet, doch Bill kann sie retten. Auf Drängen des heimlich verliebten Swan, der befürchtet, dass Polly kurz vor einem Zusammenbruch steht, spricht Bill mit Ackerman, die beschließt, Polly am Boden zu lassen. Aus Mitgefühl gesteht Ackerman Polly, dass auch sie einen Piloten verloren hat, in den sie verliebt war. 
Später, nachdem Kit berichtet, dass Mike lebend in der Nähe des Chosin-Stausees gefunden wurde und jetzt in einem Krankenhaus liegt, schickt Ackerman Polly in Bills Flugzeug dorthin. Während des Fluges öffnet ein Soldat, der unter einem psychischen Trauma leidet, die Luke. Als die Tür zurückfliegt und den Stabilisator trifft, verlieren die Piloten die Kontrolle über das Flugzeug und müssen sich auf eine Notlandung auf dem Meer vorbereiten. Während des heftigen Aufpralls wird Polly, die versucht, einem bewusstlosen Soldaten zu helfen, durch die Luft geschleudert und erleidet eine Gehirnerschütterung. Nachdem die Besatzung die Passagiere in Rettungsboote geladen hat, nimmt Bill Polly mit auf das Mannschaftsfloß. Während sie auf Rettung warten erkennt Bill ihr unbewusstes Verlangen nach Mike. Als sie gerettet werden, akzeptiert Bill, dass er sie nie wiedersehen wird. 
Mehrere Wochen lang erholt sich Polly im selben Krankenhaus wie Mike, der regelmäßig Pflegepakete von seiner ehemaligen Freundin aus seiner Heimatstadt, Florence, erhält. Als es ihm wieder gut genug geht, um nach Hause geschickt zu werden, bittet Mike Polly erneut, ihn zu heiraten. Während ihrer Genesung ist Polly jedoch klar geworden, dass sie kein ruhiges Leben führen kann, während sie in Korea gebraucht wird, und schlägt Mike vor, zu Florence zurückzukehren. Da Mike bereits erraten hat, wie Polly antworten würde, macht er in gegenseitigem Einvernehmen mit ihr Schluss.  Später trifft Polly wieder auf Bill und das Rettungsteam.

## Hintergrund
Gedreht wurde der Film vom 14. Mai bis Mitte Juni 1953.
Auf den Abspann folgt eine schriftliche Widmung an die Militärkrankenschwestern der „Armed Forces of Free Nations“ sowie ein Dank für die Unterstützung des Verteidigungsministeriums und der US-Luftwaffe bei der Entstehung des Films. 
In einer Nachrichtenmeldung wurde berichtet, dass Produzent und Regisseur Allan Dwan Dreharbeiten auf dem Hickam Field in Honolulu und in Japan plante. Dreharbeiten an diesen Orten wurden jedoch nicht bestätigt. Einer Nachrichtenmeldung vom Mai 1953 zufolge wurden Teile des Films auf dem Luftwaffenstützpunkt Travis in der Nähe von Fairfield (Kalifornien) gedreht. In weiteren Presseartikeln wird darauf hingewiesen, dass im Film Originalfilmmaterial aus dem Krieg verwendet wurde.
James W. Sullivan oblag die künstlerische Leitung. Adele Palmer war für das Kostümbild zuständig. Bud Thackery sorgte für die Luftaufnahmen. Das Orchester wurde von R. Dale Butts, New Freeman, Leo Shuken und Stanley Wilson geleitet.

## Veröffentlichung
Die Premiere des Films fand am 4. November 1953 in Washington, D.C. statt. In der Bundesrepublik Deutschland kam er am 8. August 1958 in die Kinos.

## Kritiken
Das Lexikon des internationalen Films schrieb: „Schmalziger, für den Dienst der Frontkrankenschwester werbender Film, dem Krieg und Dokumentaraufnahmen lediglich als Kulisse dienen.“